# Raban Adelmann von Adelmannsfelden

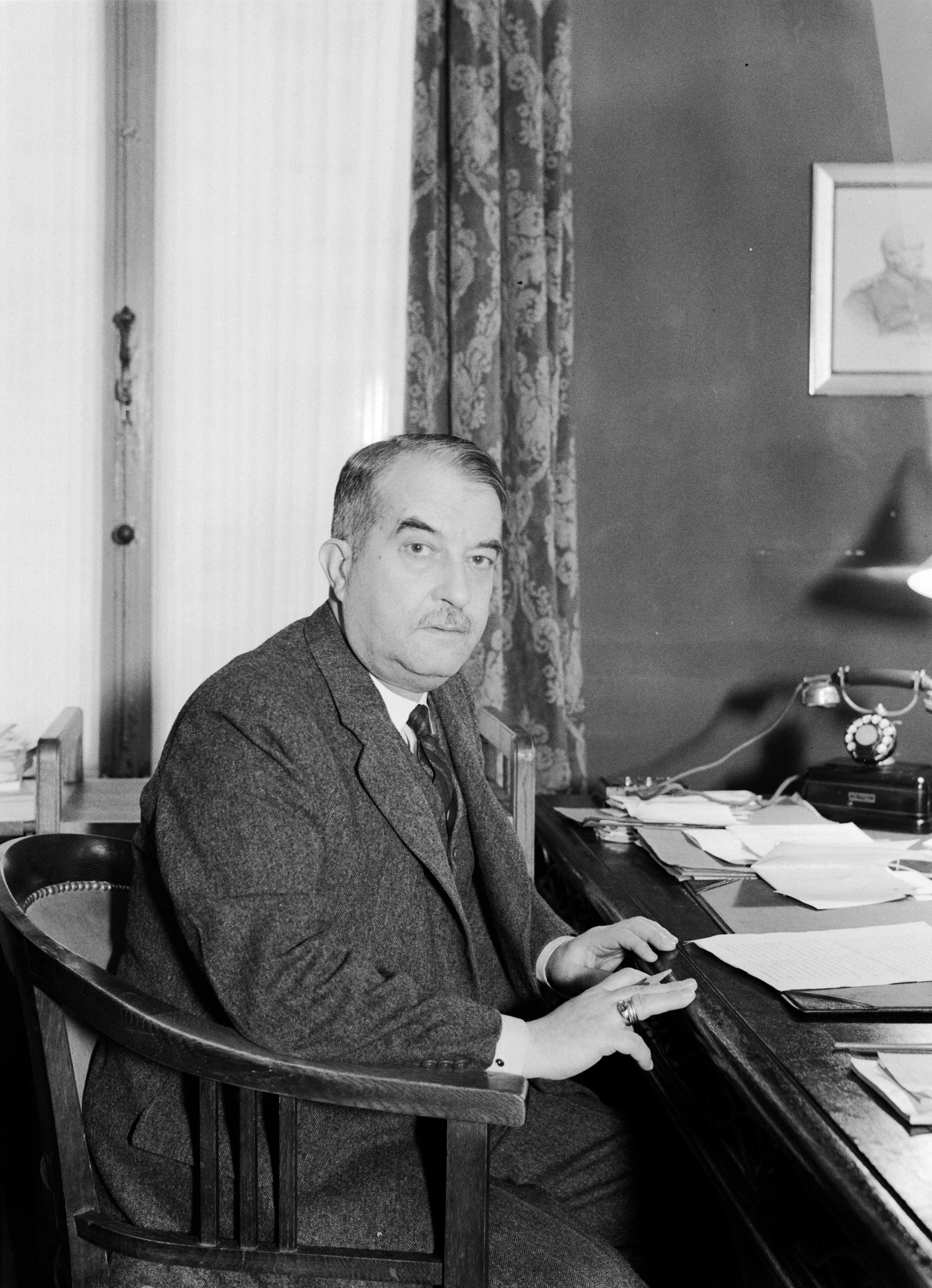
Raban Adelmann von Adelmannsfelden, 1935

Raban Felix Graf Adelmann von Adelmannsfelden (* 12. November 1877 in Hohenstadt; † 4. Juni 1935 in Köln) war ein deutscher Ministerialbeamter und Diplomat.

## Biografie
Der aus dem schwäbischen Adelsgeschlecht Adelmann von Adelmannsfelden stammende Raban war der Sohn von Heinrich Adelmann von Adelmannsfelden und der jüngere Bruder von Sigmund Maria Graf Adelmann von Adelmannsfelden. Er studierte nach dem Schulbesuch Rechtswissenschaften an der Universität Leipzig und wurde nach seiner Promotion 1899 zum Dr. iur. 1904 zum Gerichtsassessor ernannt. 1908 wechselte er als Regierungsrat in das Oberpräsidium Rheinprovinz nach Koblenz und war dort bis 1919 tätig.
1919 wurde er zum Vortragenden Rat im Reichsinnenministerium ernannt und nahm in dieser Funktion 1919 an den Friedensverhandlungen von Versailles sowie an der Londoner Konferenz 1924 zur Verhandlung des Dawes-Plan teil. Zuletzt war er Ministerialrat im Reichsinnenministerium. Im Anschluss war er von 1925 bis 1930 Ministerialrat im Reichsministerium für die besetzten Gebiete und als solcher ab 1926 als Nachfolger von Otto Dilthey stellvertretender Reichskommissar für die besetzten rheinischen Gebiete.
1930 wechselte er in den diplomatischen Dienst und wurde nach einer Einarbeitung im Auswärtigen Amt 1931 Generalkonsul in Kattowitz. Im Anschluss wurde er 1934 als Nachfolger von Hugo Graf von und zu Lerchenfeld auf Köfering und Schönberg zum Gesandten in Belgien ernannt und übte dieses Amt bis zu seinem Tod im darauffolgenden Jahr aus. Nachfolger als Gesandter in Brüssel wurde daraufhin Herbert von Richthofen.
Raban Adelmann von Adelmannsfelden heiratete am 12. Mai 1915 auf Burg Gudenau Herta Freiin von Guilleaume (* 1. Oktober 1893; † 7. Dezember 1915), eine Enkelin von Franz Carl Guilleaume. Die kurze Ehe blieb kinderlos, doch nach dem Tod seines Bruders Sigmund adoptierte er 1926 dessen 14-jährigen Sohn Raban, der 1935 von ihm das Weingut Graf Adelmann auf der Burg Schaubeck erbte.